# Big Beat
「Big Beat」（ビッグ・ビート）は1995年6月25日にファンハウスから発売された川村かおりの12枚目のシングル。

## 内容
- 2年ぶりのシングルはファンハウス移籍第1弾。
- 100位以内ランクインは、生涯最後のシングル「バタフライ 〜あの晴れた空の向こうへ〜」のリリースまでランクインされない状態が続く。
- 「Big Beat」は、テレビ東京系『お菓子 好き好き』エンディング・テーマ。

## 収録曲
作詞：川村かおり　編曲：白井良明
1. Big Beat
  - 作曲：松田良
2. GENERATION Y
  - 作曲：NOBODY
3. Big Beat （Instrumental）